# Анна Кастільйо
Анна Кастільйо(9 жовтня 1993, Барселона, Іспанія) — іспанська акторка. Закінчила Escola Pia Nostra Senyora (акторська майстерність).

## Телебачення
- Клуб Супер 3 (2011—2014)
- Міністерство часу (2016)
- Дикі соняшники (2022)
- Досконала казка (2023)

## Нагороди
- Премія Гойя за кращий жіночий акторський дебют (2017)
- Премія Feroz (2019, двічі)
- Премія Гауді (2019)
- Премія Спілки акторів (2019)